# Тортколь (Бухар-Жирауський район)
Тортко́ль (каз. Төрткөл) — село у складі Бухар-Жирауського району Карагандинської області Казахстану. Входить до складу Умуткерського сільського округу.
Населення — 93 особи (2021; 141 у 2009, 355 у 1999, 480 у 1989).
Національний склад станом на 1989 рік:
- казахи — 100 %.